# Platz (Geroda)
Platz ist ein Gemeindeteil des Marktes Geroda im unterfränkischen Landkreis Bad Kissingen in Bayern. Die Gemarkung Platz hat eine Fläche von 6,302 km². Sie ist in 1882 Flurstücke aufgeteilt, die eine durchschnittliche Flurstücksfläche von 3348,65 m² haben. In ihr liegt neben dem namensgebenden Ort der Gemeindeteil Seifertshof.

## Geographische Lage
Der ehemalige Markt Platz liegt südwestlich der Platzer Kuppe, der sich im Naturschutzgebiet Schwarze Berge befindet. Die durch den verlaufende Bundesstraße 286 führt nach Geroda (1,1 km westlich) bzw. nach Waldfenster (3,8 km südöstlich). Eine Gemeindeverbindungsstraße führt nach Oehrberg zur Kreisstraße KG 34 (3,3 km südlich).

## Geschichte
Der Ort wurde im Jahr 1317 erstmals urkundlich erwähnt. In einem Besitzregister aus diesem Jahr wird Platz als hennebergisches Lehen genannt. Scherbenfunde deuten auf eine Besiedlung bereits im 13. Jahrhundert hin. Platz war bereits zu seiner Entstehungszeit zur Hälfte freieigener Besitz des Adels und zur Hälfte fuldisches Lehen.
Es ist nicht eindeutig geklärt, wer Platz gegründet hat, doch möglicherweise geschah dies durch die Herren von Steinau. Da Platz durch klimatische Einflüsse, Kriegsfolgen und Pest zur Wüstung wurde, gibt es bis zum 16. Jahrhundert keine historischen Aufzeichnungen über den Ort.
Für 1515 ist in Platz die Ansiedlung eines Adam Schuhmann aus Geroda bekannt; weitere Einwohner von Geroda folgten seinem Beispiel. Platz war erneut, wie zu seiner Entstehung um 1300, teils in Adelsbesitz und teils fuldisches Lehen.
Im Jahr 1619 kam Platz in den Besitz von Adam Dietrich von Erthal. Als Albrecht Dietrich von Erthal starb, wurde der Ort unter seinen Kindern Adam Albrecht von Erthal und Maria Gertraud von Erthal aufgeteilt. Weil Albrecht Dietrich von Erthal Schulden hatte, musste er im Jahr 1661 seinen Anteil am Ort an das Stiftung Juliusspital Würzburg verkaufen. Nach dem Tod von Maria Gertraud von Erthal ging ihr Anteil an Adam Dietrichs Töchter. Wolf Philipp von Schrottenberg, der Ehemann der Sophia von Erthal, kaufte den Schwestern seiner Ehefrau deren Anteile an Platz ab und veräußerte diese mit dem Anteil seiner Ehefrau an das Juliusspital, wodurch im Jahr 1714 der gesamte Ort in den Besitz des Juliusspitals kam.
Von 1803 bis 1806 gehörte Platz zum Königreich Bayern und von 1806 bis 1814 zum Großherzogtum Würzburg. Im Jahr 1814 ging der Ort wieder an Bayern. Mit dem Gemeindeedikt (frühes 19. Jahrhundert) entstand die Ruralgemeinde Platz, zu der Seifertshof gehörte. Sie unterstand in Verwaltung und Gerichtsbarkeit dem Landgericht Kissingen, wurde dann am 30. September 1819 an das Landgericht Brückenau überwiesen. 1830 bestand Platz aus 71 Wohnhäusern mit 434 Einwohnern. 375 war evangelisch-lutherisch, 59 jüdisch.
Am 1. Juli 1971 wurde Platz im Rahmen der Gebietsreform in Bayern in den Markt Geroda eingemeindet.